# Rags, Reels & Airs
| Recensione | Giudizio |
| ---------- | -------- |
| AllMusic   | [ 1 ]    |

Rags, Reel & Airs è il primo album discografico solistico del violinista folk inglese Dave Swarbrick (album a nome Dave Swarbrick with Martin Carthy & Diz Disley), pubblicato dall'etichetta discografica Bounty Records nel 1967.

## Tracce
Lato A
1. Spanish Ladies Medley – 1:34 (Tradizionale; arrangiamento di Dave Swarbrick)
2. Hens March to the Middens – 1:34 (Tradizionale; arrangiamenti di Dave Swarbrick e Martin Carthy)
3. Bottom of the Punchbowl / The Swallow Tail / Marquis of Tullybardine – 3:05 (Tradizionale; arrangiamenti di Dave Swarbrick e Martin Carthy)
4. Barney Brallaghan / The New Widow Well Married / Paddy Be Aisy – 2:20 (Tradizionale; arrangiamento di Dave Swarbrick)
5. Dill Pickles Rag – 3:38 (Tradizionale; arrangiamenti di Dave Swarbrick, Martin Carthy e Diz Disley)
6. Gurty's Frolics – 2:26 (Tradizionale; arrangiamento di Dave Swarbrick)
7. The Blackbird – 2:00 (Tradizionale; arrangiamenti di Dave Swarbrick e Martin Carthy)
8. The Cuckoo's Nest – 2:33 (Tradizionale; arrangiamenti di Dave Swarbrick e Martin Carthy)
9. Lietrum Fancy Medley – 1:47 (Tradizionale; arrangiamenti di Dave Swarbrick e Martin Carthy)

Lato B
1. Porcupine Rag – 2:30 (Tradizionale; arrangiamenti di Dave Swarbrick, Martin Carthy e Diz Disley)
2. Villafjord / Fourposter Bed – 1:45 (Tradizionale; arrangiamenti di Dave Swarbrick e Martin Carthy)
3. Staten Island / Jimmy Allen – 2:06 (Tradizionale; arrangiamenti di Dave Swarbrick)
4. The Salamanca Medley – 3:02 (Tradizionale)
5. The Teetotallers Medley – 3:09 (Tradizionale; arrangiamenti di Dave Swarbrick e Martin Carthy)
6. Lord Mayo – 2:45 (Tradizionale)
7. The Kid on the Mountain – 1:49 (Tradizionale)
8. Jolly Tinker / Rags & Tatters – 2:26 (Tradizionale; arrangiamenti di Dave Swarbrick e Martin Carthy)
9. Father Kelly / Skopje* / Sligo Maid – 3:38 (Tradizionale; arrangiamenti di Dave Swarbrick, *composizione di Dave Swarbrick)

## Musicisti
- Dave Swarbrick - fiddle, mandolino, fiddle a 8 corde
- Martin Carthy - chitarra
- Diz Disley - chitarra (brani: Dill Pickles Rag e Porcupine Rag)

Note aggiuntive
- Joe Boyd - produttore
- Registrato al Sound Techniques di Londra, Inghilterra
- John Wood (Sound Techniques) - ingegnere del suono
- Bill Leader - ingegnere del suono
- John Hopkins - fotografia copertina album
- D. Halperin - design album[2]